# Operație punctuală
În matematică calificativul punctual este folosit pentru a indica că o anumită proprietate este definită prin fiecare valoare {\displaystyle f(x)} a unei funcții {\displaystyle f.} O clasă importantă de concepte punctuale sunt operațiile punctuale, adică operațiile definite pe funcții prin valorile funcției obținute prin aplicarea operațiilor funcției separat pentru fiecare punct din domeniul de definiție. Relații importante pot fi definite și punctual.

## Operații punctuale

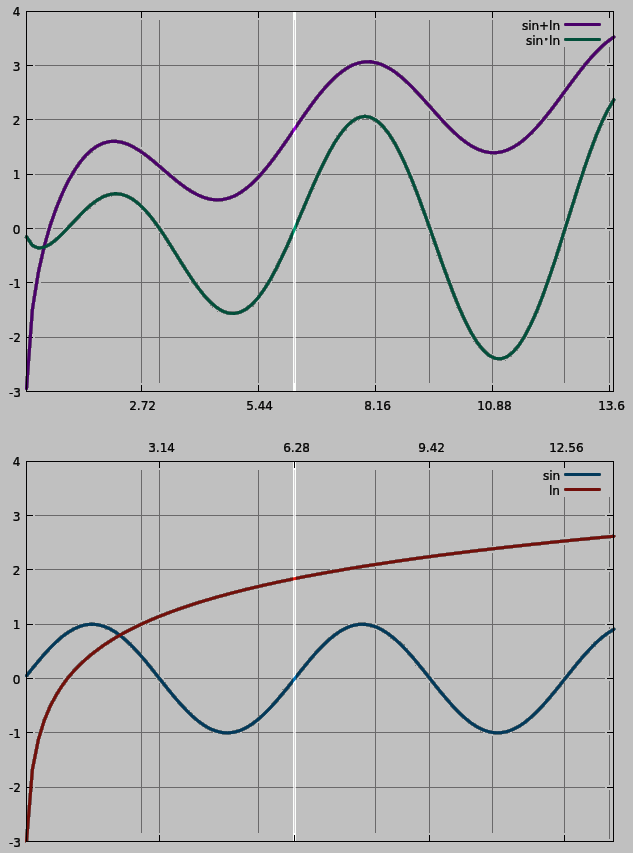
Suma punctuală (graficul de sus, violet) și produsul (verde) al funcțiilor sin (graficul de jos, albastru) și ln (roșu). Dreapta verticală albă arată valorile în punctul

### Definiție formală
O operație binară o: Y × Y → Y pe o mulțime Y poate fi definită punctual prin operația O: (X→Y) × (X→Y) → (X→Y) pe mulțimea X → Y a tuturor funcțiilor din X pe Y după cum ormează: fiind date două funcții f1: X → Y și f2: X → Y, se definește funcția {\displaystyle O(f_{1},\,f_{2}):\,X\to Y} prin
{\displaystyle (O(f_{1},f_{2}))(x)=o(f_{1}(x),\,f_{2}(x))\quad } pentru orice x ∈ X.
De obicei, o și O sunt notate cu același simbol. O definiție similară este folosită pentru operațiile unare o și pentru operațiile cu altă aritate.

### Exemple
{\displaystyle {\begin{aligned}(f+g)(x)&=f(x)+g(x)&{\text{(adunare punctuala)}}\\(f\cdot g)(x)&=f(x)\cdot g(x)&{\text{(inmultire punctuala)}}\\(\lambda \cdot f)(x)&=\lambda \cdot f(x)&{\text{(inmultire cu un scalar punctuala)}}\end{aligned}}}
unde {\displaystyle f,g:X\to R}.
Un exemplu de operație pe funcții care este nu este punctuală este convoluția.

### Proprietăți
Operațiile punctuale moștenesc proprietăți precum asociativitatea, comutativitatea și distributivitatea din operațiile corespunzătoare pe codomeniu. Dacă {\displaystyle A} este o structură algebrică, mulțimea tuturor funcțiilor {\displaystyle X} pe domeniul lui {\displaystyle A} poate fi transformată în mod analog într-o structură algebrică de același tip.

## Operații punctuale pe componente
Operațiile pe componente sunt de obicei definite pe vectori, unde vectorii sunt elemente ale mulțimii {\displaystyle K^{n}} pentru un număr natural {\displaystyle n} și un corp {\displaystyle K}. Dacă se notează a {\displaystyle i}-a componentă a oricărui vector {\displaystyle v} cu {\displaystyle v_{i}}, atunci adunarea pe componente este {\displaystyle (u+v)_{i}=u_{i}+v_{i}}.
Operațiile pe componente pot fi definite pe matrici. Adunarea matricilor, unde {\displaystyle (A+B)_{ij}=A_{ij}+B_{ij}} este o operație pe componente în timp ce înmulțirea matricilor nu este.
Un tuplu poate fi privit ca o funcție, iar un vector este un tuplu. Prin urmare, orice vector {\displaystyle v} corespunde funcției {\displaystyle f:n\to K} astfel încât {\displaystyle f(i)=v_{i}} și orice operație pe componente pe vectori este o operație punctuală pe funcțiile corespunzătoare acelor vectori.

## Relații punctuale
În teoria ordinii⁠(d) se obișnuiește să se definească o ordine parțială⁠(d) punctuală pe funcții. Cu A, B mulțimi parțial ordonate⁠(d), mulțimea funcțiilor A → B poate fi ordonată după f ≤ g dacă și numai dacă (∀x ∈ A) f(x) ≤ g(x). Ordonările punctuale moștenesc unele proprietăți ale mulțimilor parțial ordonate subiacente. De exemplu, dacă A și B sunt mulțimi parțial ordonate continue, atunci la fel este și mulțimea funcțiilor A → B ordonate punctual. Folosind ordonarea punctuală pe funcții se pot defini concis și alte noțiuni importante. De exemplu, un operator de închidere⁠(d) c pe o mulțime parțial ordonată P este o aplicație monotonă și autoidempotentă⁠(d) pe P cu proprietatea suplimentară că idA ≤ c, unde id este funcția de identitate.
Similar, un operator de proiecție k este numit operator kernel dacă și numai dacă k ≤ idA.
Un exemplu de relație punctual infinită este convergența punctuală a funcțiilor
{\displaystyle (f_{n})_{n=1}^{\infty }}
cu
{\displaystyle f_{n}:X\longrightarrow Y}
care converge punctual spre funcția {\displaystyle f} dacă pentru orice {\displaystyle x\in X}
{\displaystyle \lim _{n\to \infty }f_{n}(x)=f(x).}